# 臧玉琰
臧玉琰（1923年4月22日—2005年10月29日），男，中国直隶（今河北）黄骅人，男高音歌唱家。

## 生平
1942年，臧玉琰在重庆考入国立音乐院声乐系，师从歌唱家、音乐教育家黄友葵教授。1948年，他以优异成绩毕业于南京国立音乐院。1950年，臧玉琰任湖南大学音乐系讲师。1952年，臧玉琰任华中师范学院音乐系讲师。1953年，臧玉琰调至中央乐团任独唱演员兼教员。文化大革命期间的1969年至1972年，他下放在清江市（今江苏省淮安市，住在荷花池旁一个巷子里的平房，白天在果林场（今改名为柳树湾）劳动 。1979年，臧玉琰任南京艺术学院音乐系副教授，在黄友葵教授的鼓励下跟随黄友葵进行声音恢复训练。1982年，他随访问团出访美国并进行演出。1984年，臧玉琰调回中央乐团仍任独唱演员。2005年逝世，享年82岁。

## 演唱
臧玉琰以意大利美声唱法著称，善于运用恬静而富有诗情的声音表现歌曲的意境，使歌曲的情趣在轻声细语间自然流淌。 他擅唱中外抒情歌曲、歌剧咏叹调。

## 代表曲目
臧玉琰演唱的代表曲目有：
- 《草原之夜》
- 《牧歌》（内蒙古民歌）
- 《中华、中华，亲爱的妈妈》
- 《故乡》
- 《我的祖国妈妈》
- 《冰凉的小手》（选自歌剧《艺术家的生涯》）
- 《思乡曲》
- 《我住长江头》
- 《大江东去》
- 《点绛唇》
- 《圣母颂》
- 《小夜曲》（舒伯特作曲）
- 《负心人》（意大利歌曲）
- 《妈妈》（意大利歌曲）
- 《我亲爱的》（意大利歌曲）
- 《请别忘了我》（意大利歌曲）
- 《我的太阳》（意大利歌曲）
- 《快乐的心》（意大利歌曲）
- 《绿叶青葱》（亨德尔作曲）
- 《嘎俄丽泰》（哈萨克族民歌）
- 《都达尔和玛丽亚》（哈萨克族民歌）
- 《槐花几时开》（四川民歌）
- 《在银色月光下》（塔塔尔族民歌）
- 《在那遥远的地方》（青海民歌）
- 《我等你到天明》（南疆民歌）
- 《春潮》（俄国歌曲）